# Ana Lucía Armijos
Ana Lucía Armijos Hidalgo (sinh ngày 13 tháng 10 năm 1949) là một chính trị gia và nhà kinh tế người Ecuador. Bà là nữ Bộ trưởng Nội vụ đầu tiên của Ecuador.

## Tiểu sử
Ana Lucía Armijos sinh ngày 13 tháng 10 năm 1949 với cựu Đại tá và chính trị gia bảo thủ Rafael Armijos tại Quito. bà đã hoàn thành việc học trung học tại Stellman College, nơi bà đã đạt được một trong những sự nghiệp học tập tốt nhất trong lịch sử của trường đó. Bà tốt nghiệp Đại học Công giáo Ecuador với tư cách là một nhà kinh tế và hoàn thành bằng thạc sĩ kinh tế tại Đại học Illinois tại Urbana Muff Champaign và sau đó học cao học về lý thuyết kinh tế và phát triển tại Đại học Mississippi. Armijos đã làm việc trong một số năm với tư cách là giáo sư tại Đại học Công giáo Ecuador và giữ các vị trí trong Ngân hàng Trung ương Ecuador như nhà phân tích và nhiều vị trí giám đốc và quản lý. Bà cũng là một nhà kinh tế vĩ mô cho bộ phận hoạt động của bộ phận Tây Phi của Ngân hàng Thế giới.

### Chủ tịch của Sixto Durán Ballén
Vào ngày 25 tháng 8 năm 1992, bà được Sixto Durán Ballén nhậm chức Chủ tịch Ngân hàng Trung ương Ecuador. Tuy nhiên, bà bắt đầu gặp khó khăn với chủ tịch Hội đồng tiền tệ của Ecuador, Roberto Baquerizo, khiến tương lai của một trong hai tổ chức không chắc chắn cho đến khi Baquerizo rời đi và bổ nhiệm Armijos vào vị trí của mình vào ngày 15 tháng 7 năm 1993.
Trong cuộc luận tội của Alberto Dahik về các phiên tòa xét xử tham ô, Armijos đã trở thành một người bảo vệ giọng hát của Dahik và gây ra một số tranh cãi khi bà nói "một mất mát cho đất nước, nơi không có nhiều người đàn ông thông minh" sau chuyến bay từ Ecuador đến Costa Rica. Sau đó, nó sẽ được chỉ ra rằng bà là một trong nhiều người mong muốn có thể đến văn phòng của Phó chủ tịch.
Vào ngày 30 tháng 5 năm 1997, Carlos Solórzano, Chánh án Tòa án Tư pháp Tối cao Ecuador, đã ban hành lệnh bắt giữ Armijos trong trường hợp Banco Continental với cáo buộc rằng bà là chủ tịch Hội đồng Tiền tệ đã phê chuẩn một khoản cứu trợ trị giá 200 triệu đô la của Continental. Armijos đã lẩn trốn trong đúng một năm, khi Chánh án mới, Héctor Romero Parducci, tuyên bố vô tội về những cáo buộc chống lại bà vào tháng 5 năm 1998.

### Tổng thống Jamil Mahuad
Vào tháng 8 năm 1998, Jamil Mahuad đã bổ nhiệm Bộ trưởng Nội vụ Armijos, khiến bà trở thành người phụ nữ đầu tiên giữ vị trí này. Trong nhiệm kỳ của mình, bà đề xuất thành lập một hội đồng thống đốc quốc gia.
Vào ngày 15 tháng 2 năm 1999, Armijos được bổ nhiệm làm Bộ trưởng Bộ Kinh tế và Tài chính để thay thế Fidel Jaramillo, người đã từ chức để phản đối Thuế Di chuyển Thủ đô, còn được gọi là "Thuế 1%". Vào ngày 11 tháng 3, Armijos và Tổng thống Mahuad đã đưa ra quyết định tuyên bố một kỳ nghỉ ngân hàng sẽ đóng băng tiền gửi của mọi người ở Ecuador để đối phó với cuộc khủng hoảng tài chính sau đó phải đối mặt với đất nước. Điều này đã kích động sự thiêu hủy liên minh giữa Đảng Kitô giáo xã hội và Đảng Dân chủ cầm quyền và các cuộc gọi được đưa ra để luận tội Armijos, với Víctor Hugo Sicouret đưa ra một vụ kiện trong ngày lễ và Jaime Nebot yêu cầu Quốc hội lập hiến đặt lệnh trừng phạt lên Armijos. Cuối tháng 8, bà đã từ chức sau khi nhận được sự hỗ trợ của Quỹ Tiền tệ Quốc tế cho các khoản nợ nước ngoài của Ecuador. bà sớm bị đuổi ra khỏi đất nước, được bổ nhiệm làm Đại sứ Ecuador tại Tây Ban Nha, và vị trí cũ của bà được chuyển cho Alfredo Arízaga.

## Cuộc sống sau này và sự bắt bớ
Vào tháng 7 năm 2000, bà và cựu tổng thống Jamil Mahuad đã bị Víctor Granda và Napoleón Gómez Real buộc tội vi phạm hiến pháp và, vài ngày sau đó, đã có lệnh bắt giữ được đưa ra bởi họ bởi Tòa án Công lý Tối cao của Ecuador. Armijos trốn sang Hoa Kỳ và được cấp tị nạn chính trị ở đó.
Vào tháng 6 năm 2006, Armijos và Mahuad đã bị bãi bỏ bởi phòng thứ hai của Tòa án Công lý Tối cao, người đã khẳng định rằng họ không có đủ bằng chứng để thực sự bắt giữ họ, nhưng họ sẽ bỏ qua quyết định này và mở lại vụ án trong Tháng 12 năm 2012.

## Trích dẫn
1. ↑  Cuvi 2002.
2. 1 2 3 4 5 6  “La vida de Ana Lucía Armijos en 1.471 palabras”. Hoy (bằng tiếng Tây Ban Nha). ngày 26 tháng 6 năm 1999. Lưu trữ bản gốc ngày 22 tháng 1 năm 2010. Truy cập ngày 22 tháng 1 năm 2010.Quản lý CS1: bot: trạng thái URL ban đầu không rõ (liên kết)
3. ↑  “Tras 19 años, el Continental deberá pagar $ 191 millones”. El Telégrafo (bằng tiếng Tây Ban Nha). ngày 25 tháng 3 năm 2015. Truy cập ngày 14 tháng 4 năm 2016.
4. ↑  “ECUADOR: Mujeres y técnicos en el nuevo gobierno”. Inter Press Service (bằng tiếng Tây Ban Nha). ngày 6 tháng 8 năm 1998. Lưu trữ bản gốc ngày 14 tháng 4 năm 2016. Truy cập ngày 14 tháng 4 năm 2016.Quản lý CS1: bot: trạng thái URL ban đầu không rõ (liên kết)
5. 1 2  “Ministros de Economía y Finanzas 1998-2002”. El Universo (bằng tiếng Tây Ban Nha). ngày 25 tháng 6 năm 2002. Lưu trữ bản gốc ngày 14 tháng 4 năm 2016. Truy cập ngày 14 tháng 4 năm 2016.Quản lý CS1: bot: trạng thái URL ban đầu không rõ (liên kết)
6. 1 2  “Ecuador: Ordenan detener a ex presidente Mahuad”. EMOL (bằng tiếng Tây Ban Nha). ngày 13 tháng 7 năm 2000. Lưu trữ bản gốc ngày 14 tháng 4 năm 2016. Truy cập ngày 14 tháng 4 năm 2016.Quản lý CS1: bot: trạng thái URL ban đầu không rõ (liên kết)
7. ↑  “Mahuad, libre”. La Hora (bằng tiếng Tây Ban Nha). ngày 7 tháng 6 năm 2006. Lưu trữ bản gốc ngày 14 tháng 4 năm 2016. Truy cập ngày 14 tháng 4 năm 2016.Quản lý CS1: bot: trạng thái URL ban đầu không rõ (liên kết)
8. ↑  Ordóñez, Vicente (ngày 2 tháng 1 năm 2003). “Aplanadora aprobó salvataje bancario”. El Universo (bằng tiếng Tây Ban Nha). Lưu trữ bản gốc ngày 16 tháng 3 năm 2016. Truy cập ngày 16 tháng 3 năm 2016.Quản lý CS1: bot: trạng thái URL ban đầu không rõ (liên kết)
9. ↑  “Los personajes alrededor de la dolarización de Jamil Mahuad”. El Comercio (bằng tiếng Tây Ban Nha). ngày 30 tháng 9 năm 2015. Lưu trữ bản gốc ngày 30 tháng 9 năm 2015. Truy cập ngày 14 tháng 4 năm 2016.Quản lý CS1: bot: trạng thái URL ban đầu không rõ (liên kết)
10. ↑  “FMI Respalda Plan Económico de Ecuador”. El Mercurio (bằng tiếng Tây Ban Nha). ngày 28 tháng 8 năm 1999. Lưu trữ bản gốc ngày 14 tháng 4 năm 2016. Truy cập ngày 14 tháng 4 năm 2016.Quản lý CS1: bot: trạng thái URL ban đầu không rõ (liên kết)
11. 1 2  “Mahuad y Armijos pueden volver, al archivarse el juicio por crisis bancaria”. El Universo (bằng tiếng Tây Ban Nha). ngày 7 tháng 6 năm 2006. Lưu trữ bản gốc ngày 14 tháng 4 năm 2016. Truy cập ngày 14 tháng 4 năm 2016.Quản lý CS1: bot: trạng thái URL ban đầu không rõ (liên kết)
12. ↑  Reynold, James (ngày 14 tháng 7 năm 2000). “Ecuador seeks arrest of ex-president”. BBC. Lưu trữ bản gốc ngày 14 tháng 4 năm 2016. Truy cập ngày 14 tháng 4 năm 2016.Quản lý CS1: bot: trạng thái URL ban đầu không rõ (liên kết)
13. ↑  “Noboa, el séptimo en huir”. La Hora (bằng tiếng Tây Ban Nha). ngày 5 tháng 8 năm 2003. Lưu trữ bản gốc ngày 14 tháng 4 năm 2016. Truy cập ngày 14 tháng 4 năm 2016.Quản lý CS1: bot: trạng thái URL ban đầu không rõ (liên kết)
14. ↑  “Gobierno ecuatoriano insistirá en 'difusión roja' para traer a Jamil Mahuad al país”. El Universo (bằng tiếng Tây Ban Nha). ngày 4 tháng 11 năm 2013. Lưu trữ bản gốc ngày 7 tháng 9 năm 2015. Truy cập ngày 14 tháng 4 năm 2016.Quản lý CS1: bot: trạng thái URL ban đầu không rõ (liên kết)